# Kâmil al-ziyârât (livre)
 (mai 2015).
Si vous disposez d'ouvrages ou d'articles de référence ou si vous connaissez des sites web de qualité traitant du thème abordé ici, merci de compléter l'article en donnant les références utiles à sa vérifiabilité et en les liant à la section « Notes et références ».
Kāmil al-ziyārāt (arabe : كامِل الزِيارات: ) est une des plus anciennes compilations de hadiths chiites sur les pèlerinages et visites pieuses vers les lieux saints. Elle est due à J'afar bin Muhammad bin Ja'far bin Qûlûye al-Qummî (m. 369 AH — 979 EC) communément connu sous le nom de Ibn Qulawayh al-Qomi (en).

## Généralités
Son auteur était un traditionaliste et juriste qui fut l'un des maîtres du Cheikh Al-Moufid. Son ouvrage tient souvent de Kolayni et d'Ibn Babuyeh.
Ce livre est une des plus importantes sources de hadiths chiites[réf. nécessaire]. Il contient de nombreux hadiths des descendants du Prophète. Il est considéré également comme un livre de prières pour les chiites[réf. souhaitée].

## Différentes appellations
Najâshî l'appelle al-ziyârât (« Les visites »). Cheikh Al-Toussi le mentionne sous le nom de Jâmi' al-zîyârât (« Collection des visites »). On le trouve aussi sous le titre de Kitâb al-mazâr (« Le livre des lieux de pèlerinage »).

## Traduction
- (en) Ibn Qulawayh Al-Qummi (trad. en anglais par Sayyid Mohsen Al-Husayni Al-Milani), Kâmil al-Ziyârât, Miami, Shiabooks, 2008, 786 p. (ISBN 0-978-14781-2, lire en ligne)